# Bellatrix
Gama Orionis (γ Ori/γ Orionis) nebo Bellatrix je modrobílý obr ve vzdálenosti 326 světelných let od Slunce. Je třetí nejjasnější hvězdou v souhvězdí Orionu a dvacátou sedmou nejjasnější hvězdou na noční obloze.

## Pozorování
Nachází se v centrální části souhvězdí (na levém rameni) severně od Orionova pásu (tvořeného Alnitakem, Alnilamem a Mintakou) a na západ od Betelgeuze, s nímž tvoří horní stranu postavy ve tvaru přesýpacích hodin, která je složena z nejjasnějších hvězd souhvězdí.
Bellatrix je hvězda severní polokoule, je však snadno pozorovatelná ze všech obydlených oblastí Země. Je neviditelná pouze na vnitřních oblastech Antarktidy. Na druhé straně je hvězda cirkumpolární pouze pro území poblíž severního pólu Země.
Jedná se o mladou hvězdu, starou asi 10-20 milionů let, u níž se blíží konec současné fáze svého životního cyklu. Bellatrix má satelit, který se nachází v úhlové vzdálenosti 179" od hlavní hvězdy.
Nejvýhodnější doba pro její pozorování na noční obloze je v zimě od ledna do března.

## Galaktické prostředí
Souhvězdí Orionu obsahuje mnoho modrých hvězd. Drtivá většina z nich patří k velké OB asociaci Orion OB1, jedné z nejznámějších a nejvíce studovaných OB sdruženích na obloze. Na nějakou dobu se věřilo, že Bellatrix patří do stejné hvězdné asociace (Orion OB1), jako většina jasných hvězd v souhvězdí Orionu, ale po měření prostřednictvím trigonometrické paralaxy, měřené v průběhu mise Hipparchos, se ukazálo, že je Bellatrix o hodně blíže k Slunci, než Orionova asociace. Vzdálenost hvězdy od nás se odhaduje na 243 světelných let (někde se uvádí 240±20 světelných let), zatímco hvězd asociace Orion OB1 na více než 1000 světelných let (průměr 1140).

## Historie
V minulosti byla tato hvězda používána astronomy jako standard pro stanovení variabilního jasu jiných hvězd. Později však bylo zjištěno, že jas Bellatrix není konstantní. Tato proměnná hvězda třídy Ina pravidelně mění svůj jas o méně než 6 % (pohybuje se v rozmezí od 1,59m do 1,64m).
- sp.B-2III
- mv: 1,64m (Mag: -3,4m)